# Puerto Lumbreras
Puerto Lumbreras es un municipio español de la Región de Murcia. Se encuentra ubicado al suroeste de la región, a orillas de la rambla Nogalte, en la comarca del Alto Guadalentín, y lindando con la provincia de Almería. Su población es de 17 822 habitantes (INE 2024).

## Toponimia
Pocos datos se tienen sobre el topónimo en época islámica. El historiador Fernando Martínez López apunta que el topónimo Aber-Artebat y ar-Rataba, que el geógrafo Al-Idrisi situaba a menos de una jornada de Lorca y que se traduce con dos acepciones (Fuerte de la Frontera y Pozos de la Cuesta) podría identificarse con Puerto Lumbreras, ya que en esta población se conserva hoy en día un castillo y unos pozos de alumbramientos de agua que forman parte de una infraestructura de origen islámico.
En los documentos castellanos se le denomina Noglat y posteriormente Nogalte. Con el tiempo, la importancia del sistema de captación de aguas bajo la rambla de Nogalte, compuesto por presa subálvea y galerías filtrantes con lumbreras, influyó en la toponimia de la población que pasó de llamarse Puerto Nogalte a Puerto Lumbreras.

## Símbolos

### Escudo
Escudo cuadrilongo. Partido: 1.º de azur, una torre de oro, con un busto de varón coronado portando una llave de oro en la siniestra y una espada guarnecida de lo mismo en la diestra, saliente de sus almenas; 2.º de plata, un almendro de sinople. Timbrado de la Corona Real de España.

## Geografía
Puerto Lumbreras está situada en la parte suroccidental de la Región de Murcia, en el valle del Guadalentín, entre Lorca y Huércal-Overa (Almería), integrado en la comarca de Alto Guadalentín. Su término municipal se divide en tres diputaciones: El Esparragal, Cabezo de la Jara y Puerto Adentro. Cuenta con una población total de 14 339, de los cuales 11 120 viven en el casco urbano. El resto se reparten en diputaciones, siendo la del Esparragal la más poblada de las tres (INE 2011). Se sitúa a 87 kilómetros de la capital murciana.
| Noroeste: Lorca                   | Norte: Lorca | Noreste: Lorca |
| Oeste: Lorca                      |              | Este: Lorca    |
| Suroeste: Huércal-Overa (Almería) | Sur: Lorca   | Sureste: Lorca |

### Clima
Puerto Lumbreras tiene un clima cálido propio del sureste peninsular, con inviernos suaves y veranos muy cálidos. A lo largo del año hay un predominio de los días soleados, con una temperatura media anual entre 16 °C y 18 °C.
Las precipitaciones se concentran en primavera y otoño, sobre todo en los meses de mayo y octubre, con los meses de verano de acuciada sequía. Ocasionalmente, se producen intensas precipitaciones concentradas en cortos periodos de tiempo que ocasionan una fuerte escorrentía superficial que se incrementa con los aportes de otras ramblas que desembocan en la de Nogalte. La riada más grave fue la de 19 de octubre de 1973.
| Valores climatológicos medios en Puerto Lumbreras en 2010. | Valores climatológicos medios en Puerto Lumbreras en 2010. | Valores climatológicos medios en Puerto Lumbreras en 2010. | Valores climatológicos medios en Puerto Lumbreras en 2010. | Valores climatológicos medios en Puerto Lumbreras en 2010. | Valores climatológicos medios en Puerto Lumbreras en 2010. | Valores climatológicos medios en Puerto Lumbreras en 2010. | Valores climatológicos medios en Puerto Lumbreras en 2010. | Valores climatológicos medios en Puerto Lumbreras en 2010. | Valores climatológicos medios en Puerto Lumbreras en 2010. | Valores climatológicos medios en Puerto Lumbreras en 2010. | Valores climatológicos medios en Puerto Lumbreras en 2010. | Valores climatológicos medios en Puerto Lumbreras en 2010. | Valores climatológicos medios en Puerto Lumbreras en 2010. |
| Clima                                                      | Ene                                                        | Feb                                                        | Mar                                                        | Abr                                                        | May                                                        | Jun                                                        | Jul                                                        | Ago                                                        | Sep                                                        | Oct                                                        | Nov                                                        | Dic                                                        | MEDIA                                                      |
| ---------------------------------------------------------- | ---------------------------------------------------------- | ---------------------------------------------------------- | ---------------------------------------------------------- | ---------------------------------------------------------- | ---------------------------------------------------------- | ---------------------------------------------------------- | ---------------------------------------------------------- | ---------------------------------------------------------- | ---------------------------------------------------------- | ---------------------------------------------------------- | ---------------------------------------------------------- | ---------------------------------------------------------- | ---------------------------------------------------------- |
| Temperatura media (°C)                                     | 9,9                                                        | 10,8                                                       | 12                                                         | 15,5                                                       | 18,9                                                       | 23,1                                                       | 27,3                                                       | 26,9                                                       | 23,3                                                       | 18,5                                                       | 13,2                                                       | 10,5                                                       | 17,5                                                       |
| Precipitación media (mm)                                   | 66                                                         | 40,2                                                       | 63,4                                                       | 16,4                                                       | 51,4                                                       | 24,8                                                       | 0                                                          | 34,4                                                       | 26,2                                                       | 20,8                                                       | 59                                                         | 26,2                                                       | 429                                                        |

### Orografía
El relieve del municipio está formado por dos unidades morfológicas principales, la montaña y el valle. La zona montañosa se extiende bordeando la del valle, destacando al suroeste el pico Cabezo de la Jara (1246 metros), en el límite con Almería, el punto más elevado del territorio. Otras formaciones montañosas son la sierra de Enmedio al sureste, con el pico Medro (855 metros), la Sierra de la Umbría al este, con el pico Cabezo del Armado (548 metros) y la Sierra de Cimbre al norte (568 metros). La zona del valle está aprovechada por la autovía y es en la que se asienta el pueblo, estando atravesada por la Rambla de Nogalte, además de por las ramblas de Vilerda, Béjar o Talancón. En la zona del valle, cabe citar los llanos del Esparragal, entre los relieves del Cabezo de la Jara y la sierra de Enmedio, y Puerto Adentro, entre los llanos del campo de Nogalte y las estribaciones meridionales de la sierra de Enmedio. La altitud del municipio oscila entre los 1246 metros (Cabezo de la Jara) y los 315 metros en las cercanías de la Rambla de Béjar. El pueblo se alza a 465 metros sobre el nivel del mar.

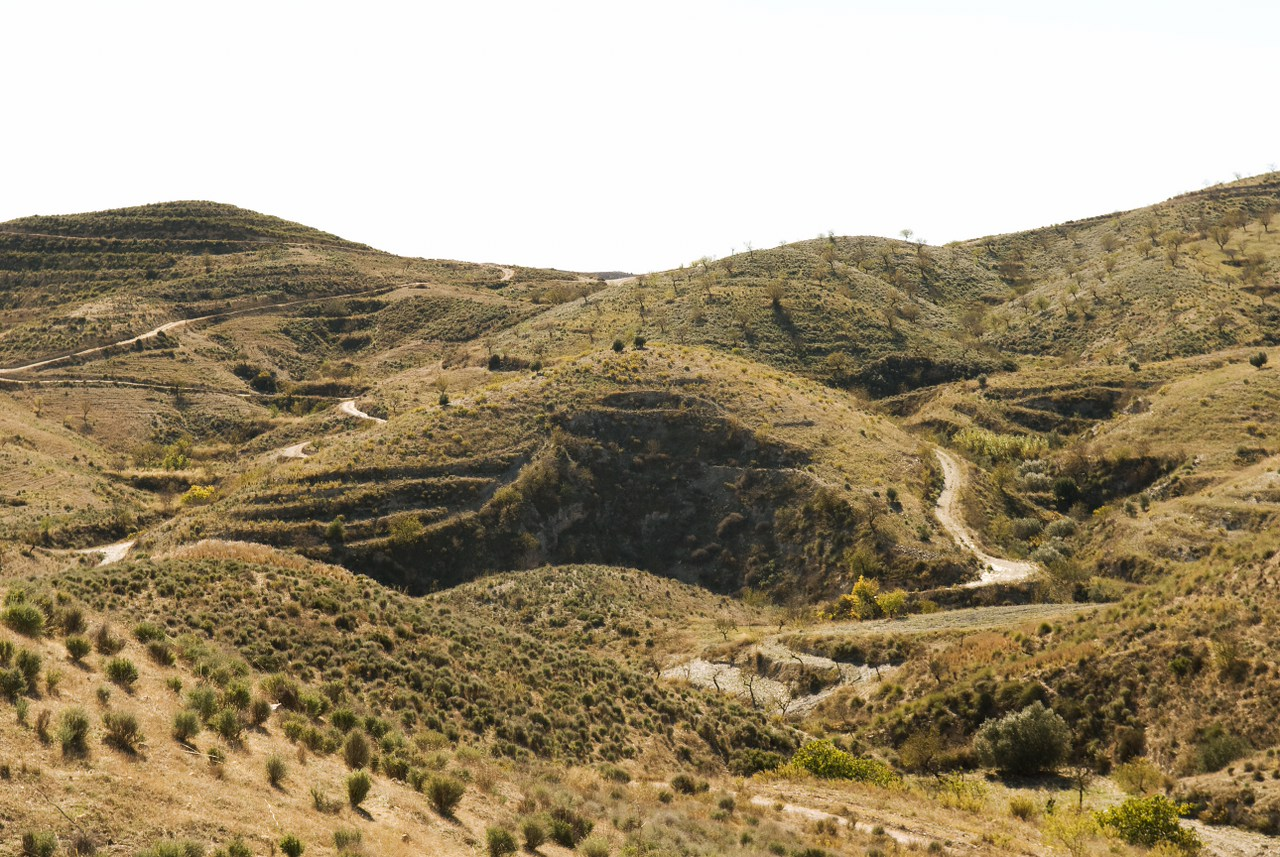
Cabezo de la Jara
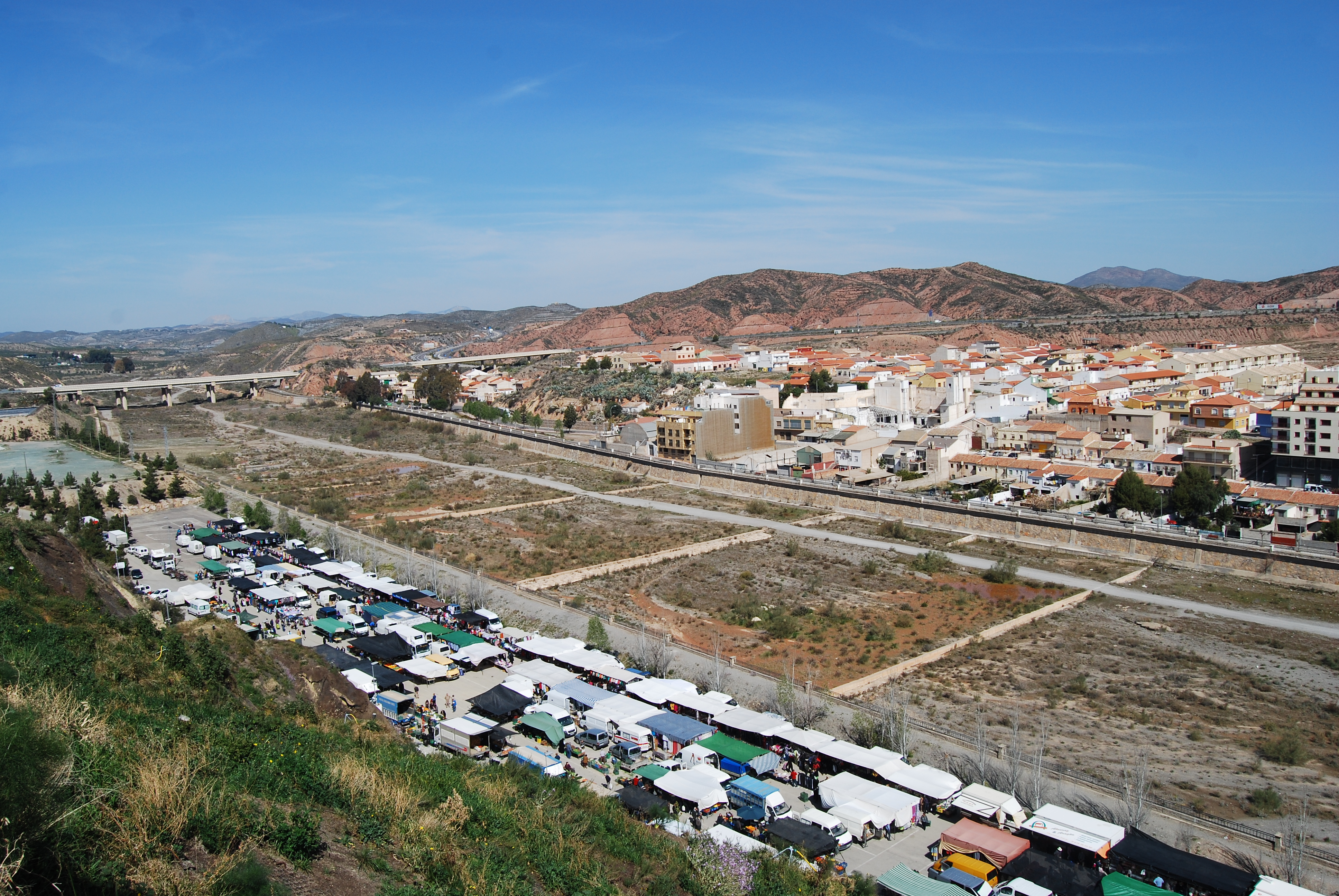
Rambla de Nogalte
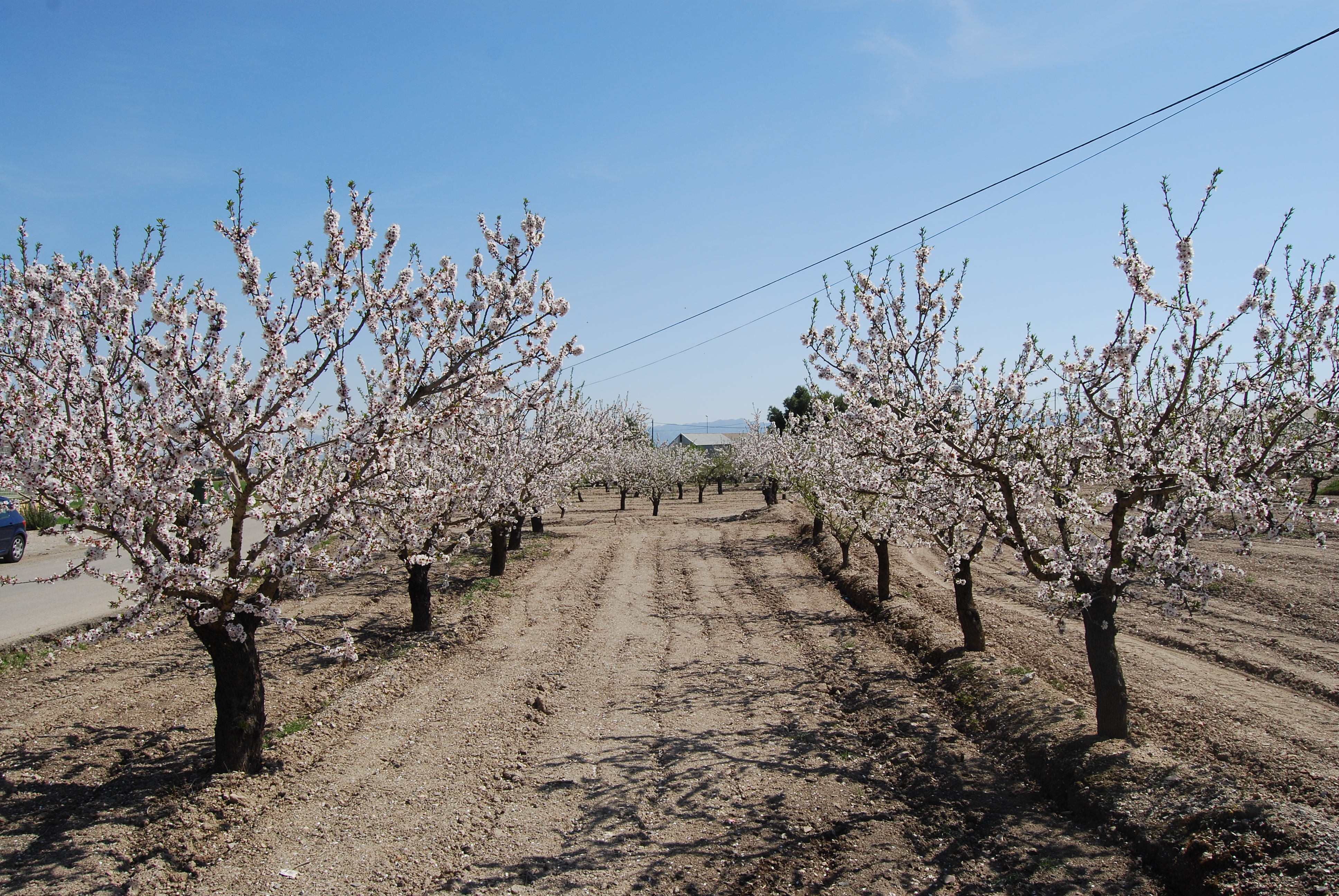
Almendros en flor

### Espacios naturales

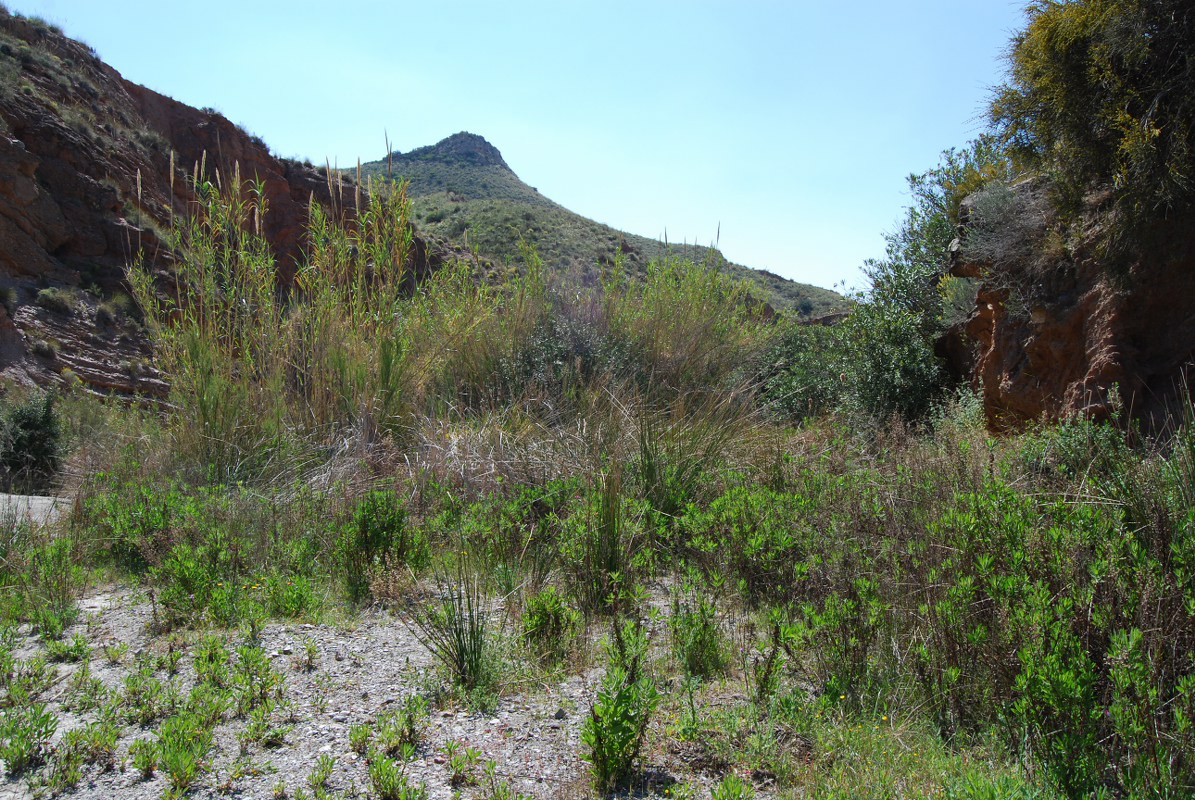
Rambla de Vilerda

No existen grandes formaciones boscosas, salvo grupos aislados en la sierra de Enmedio y el Cabezo de la Jara. La deforestación, el pastoreo o la roturación de tierras para su cultivo ha contribuido a la pérdida de masa forestal del municipio.
En el Cabezo de la Jara el paisaje característico son los espliegos, romeros y espartos, aunque también se encuentran encinas centenarias de gran porte, pinos, coscojas, almez, y jaras. También crecen entremezcladas amapolas, mojigatas y viboreras.
En las ramblas predomina la vegetación de tipo arbustivo, fundamentalmente enebro, lentisco, espino negro, acebuche, esparto, mimbrera, tapeneras, romero o tomillo. En algunos tramos se encuentran bosques en galería formados por carrizos, baladre, juncales y especies arbóreas de ribera, como los granados, álamos y olmos.
En los llanos, aparte de algunas de las especies mencionadas, la mayor parte de la superficie está dedicada al laboreo agrícola, con cultivos de secano (almendros y olivos) y regadíos como hortalizas (brócoli, lechuga o coliflor) y frutales (naranjos, perales).
Respecto a la fauna, uno de los animales significativos es la tortuga mora, especie protegida que cuenta con varios hábitats protegidos en la sierra de Enmedio y el Cabezo de la Jara. Algunas especies casi han desaparecido de la zona, como los jilgueros, las águilas perdiceras o los colorines. También se observan aves migratorias, como las abubillas, palomas torcaces, pajaritas de las nieves o los colirrojos.
La rambla sirve de cobijo a un gran número de especies de fauna silvestre (pájaros mosquiteros, culebras de escalera, liebres, conejos …etc).

## Historia

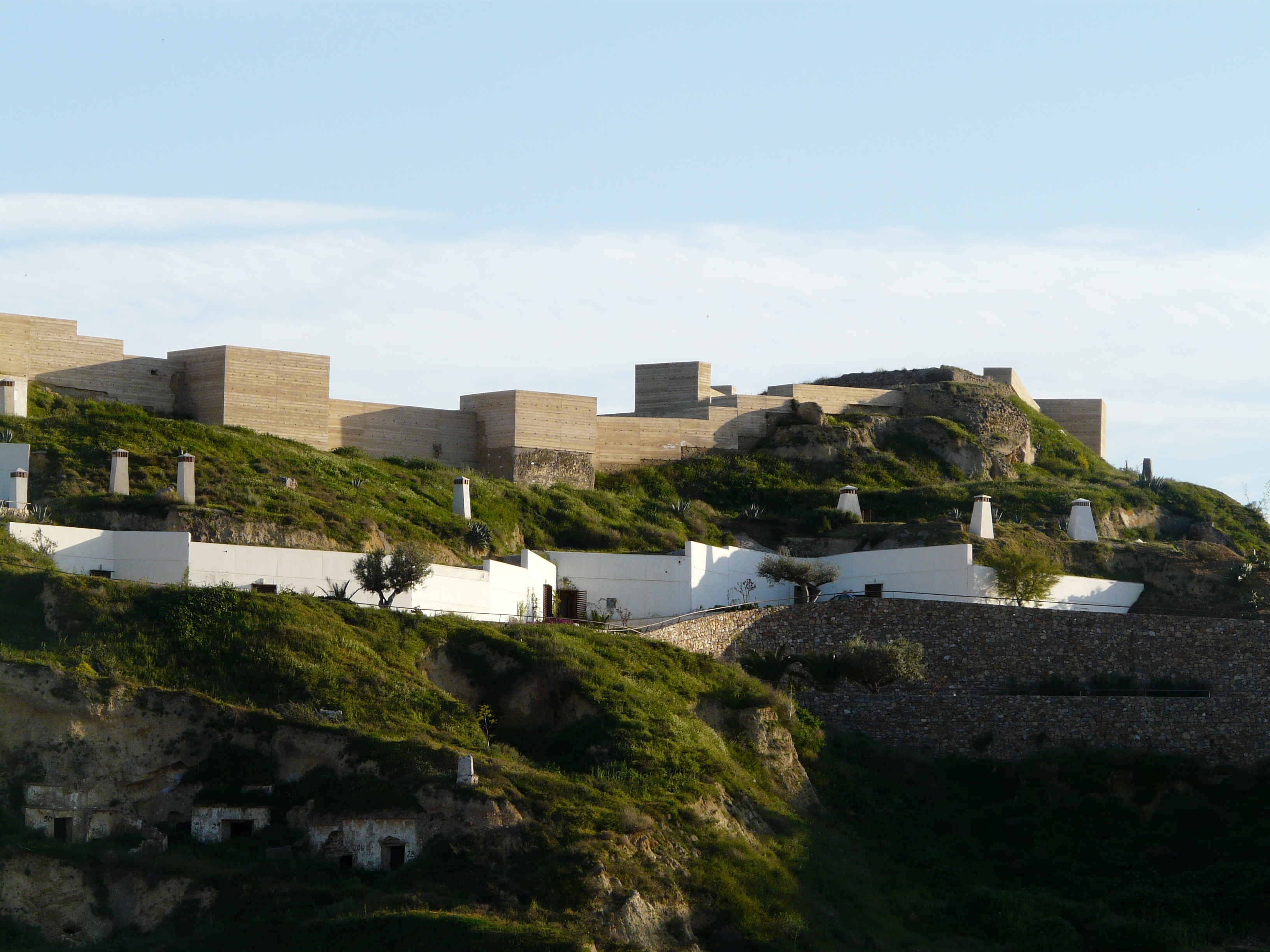
Castillo de Nogalte

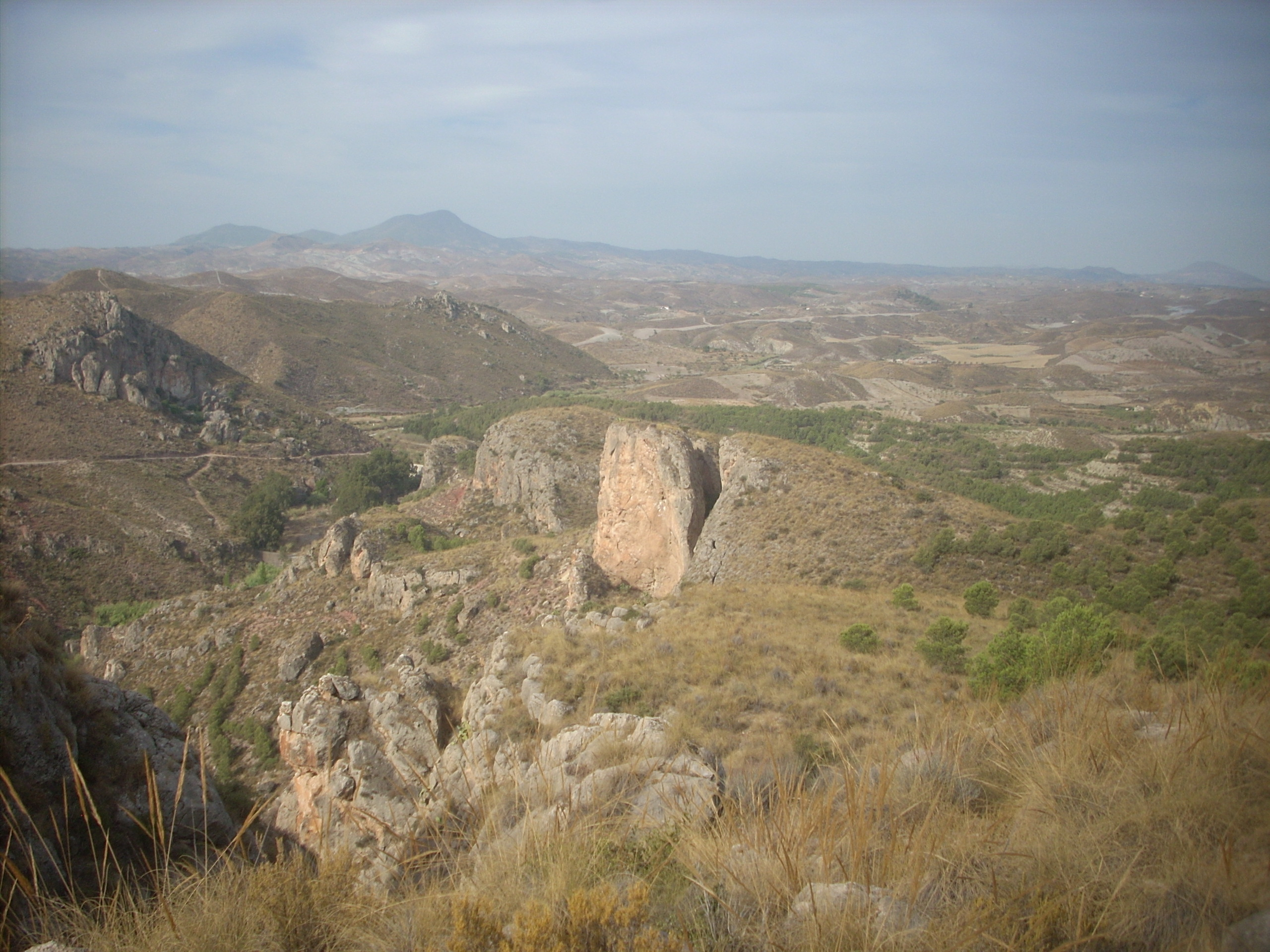
Peñas de Béjar

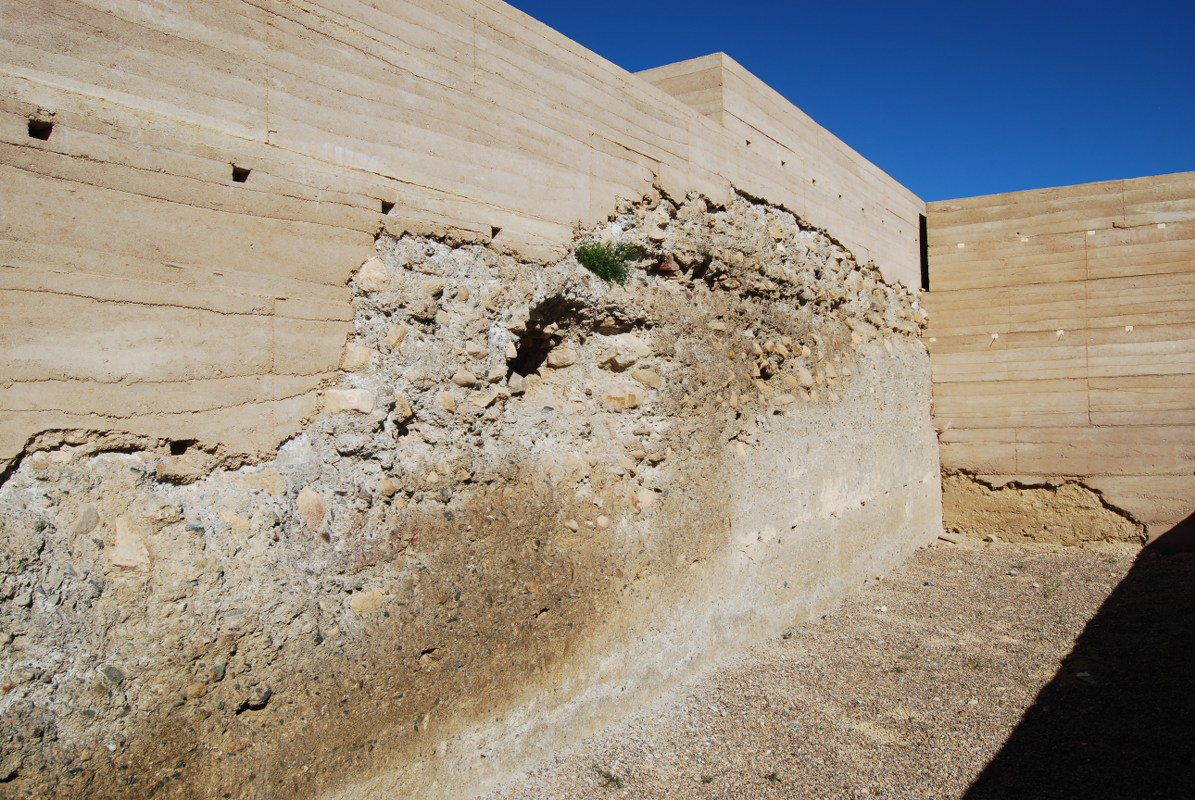
Detalle de la restauración del castillo de Nogalte

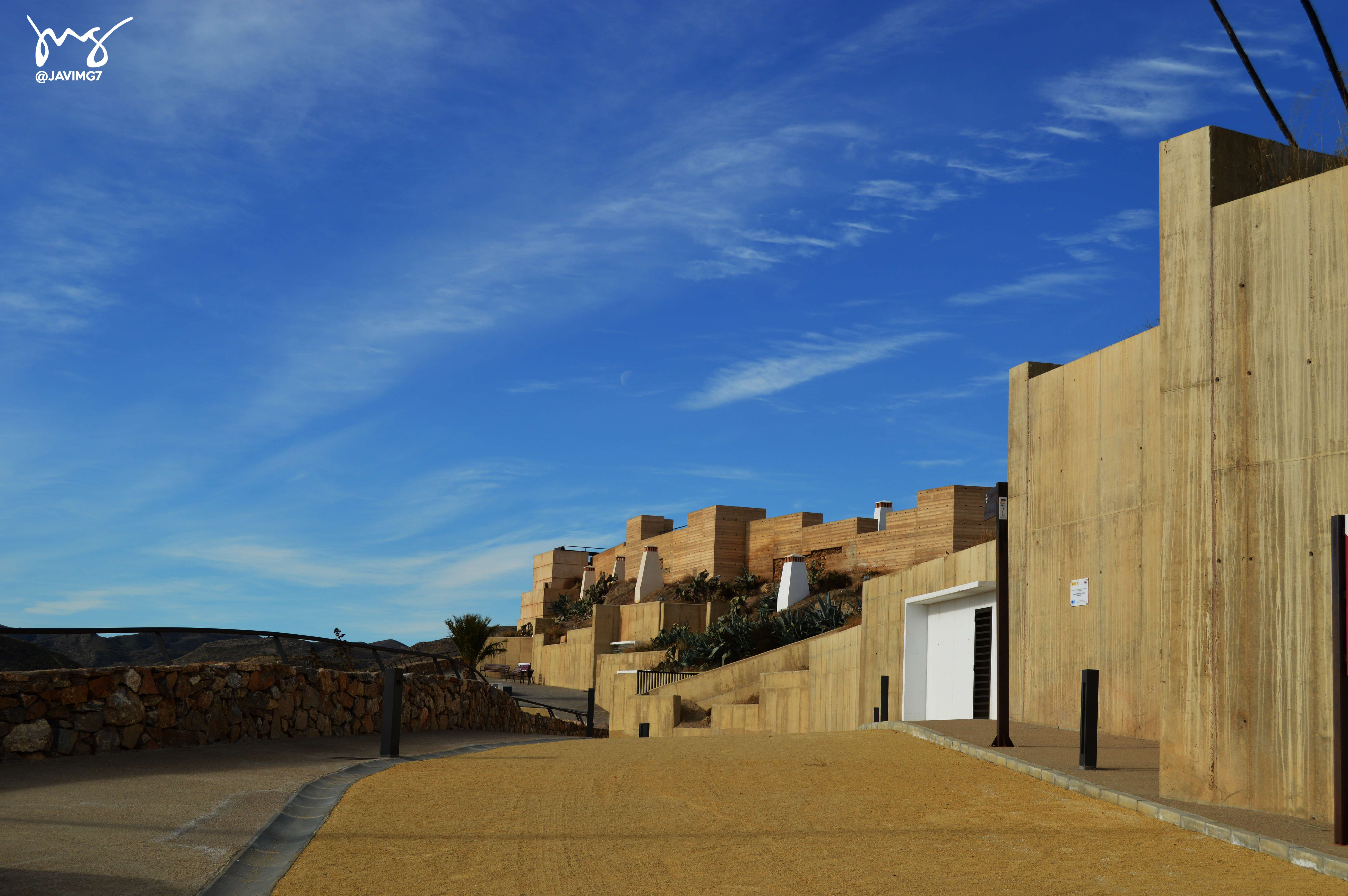
Casas cueva de Medina Nogalte

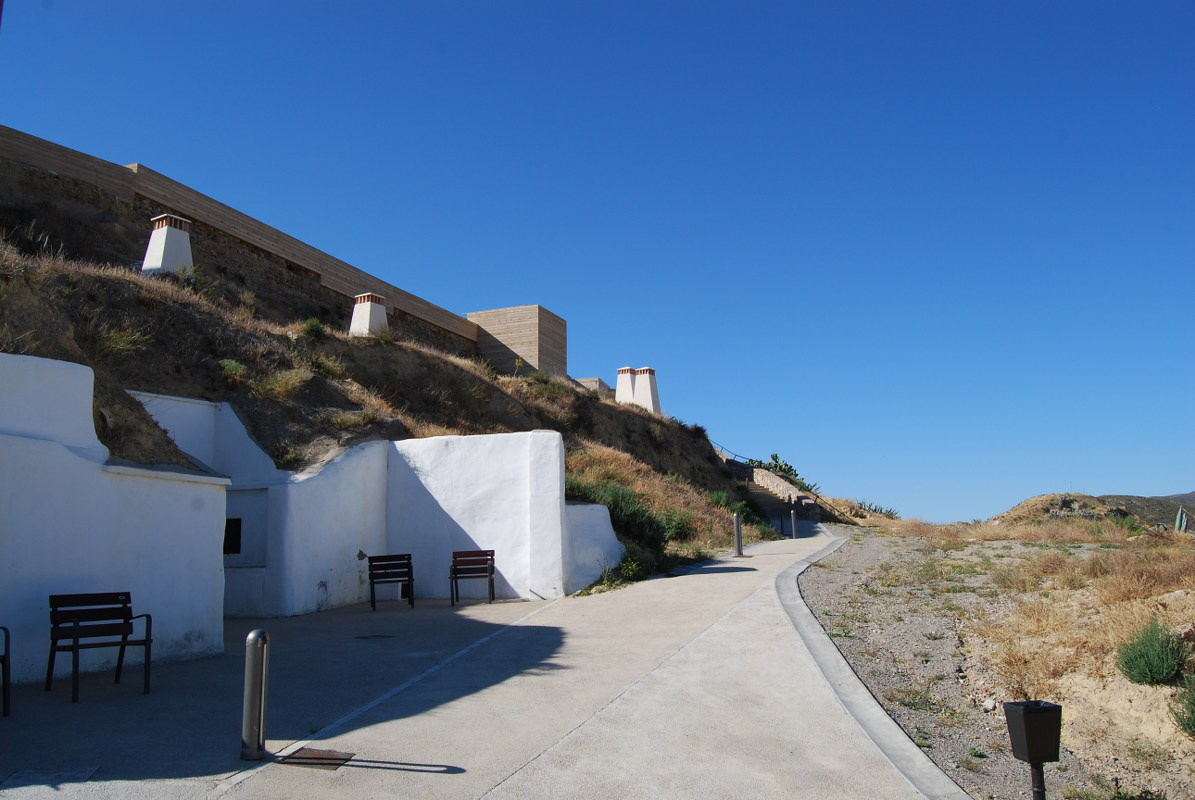
Casas cueva al pie del castillo

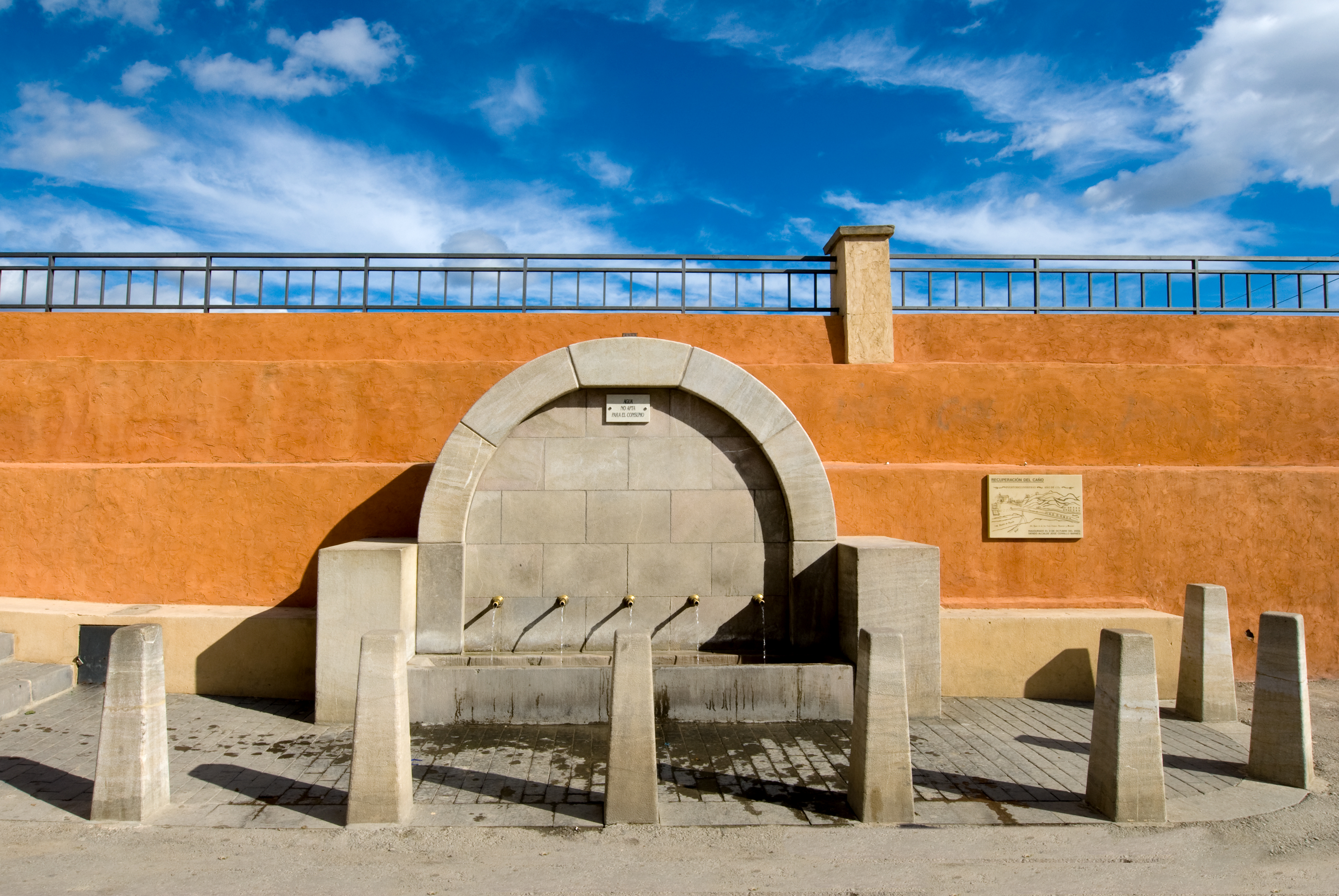
Fuente de los Caños

### Prehistoria y Edad Antigua
Los testimonios más antiguos de ocupación en el municipio en Puerto Lumbreras se remontan al epipaleolítico y neolítico (Cueva del Rayo, Llano de Soler). Es en la Edad del Bronce, en época argárica, cuando el poblamiento se consolida, con gran número de hábitas en altura en las cercanías de ramblas (Peñas de Béjar, Talancón) y en llano (Cañada de Alba), este último interpretado como una avanzada minera que explotó los recursos mineras de la sierra de Enmedio.
De época ibérica y romana apenas se conservan restos, hecho que quizá pueda explicarse en la lejanía de esta zona respecto a la principal vía de comunicación, la Vía Augusta. El campo de Nogalte debió ser un área marginal asociada a pequeños productores que trabajaban una parcela. Destaca el yacimiento de Aljibe de Poveda, pequeño establecimiento agropecuario del que procede un tesorillo de monedas ocultado en el siglo III d. C. y actualmente conservado en el Museo Arqueológico Municipal de Lorca.

### Edad Media
Tras la ocupación musulmana de la península se consolida una alquería en torno al cerro del Castellar, junto a la rambla de Nogalte. Este alquería se benefició de la corriente de agua subsuperficial que discurre bajo el lecho de la citada rambla, creando la base de la infraestructura que posteriormente se conocería como Caño y Contracaño. Durante el siglo XII se construyó un castillo en lo alto del cerro, probablemente utilizado como granero fortificado por los habitantes de las alquerías del campo de Nogalte.
Tras la conquista cristiana, el castillo pasa a manos castellanas quienes emprenden un programa de reformas ampliándose al antigua edificación andalusí (recinto inferior) y reforzándose las estructuras ya existentes (recinto superior). Nogalte se había convertido en la principal avanzada castellana frente al Reino nazarí de Granada lo que, por otra parte, se produjo en el progresivo despoblamiento del campo y el abandono de la fortaleza ya en el siglo XIV.

### Edad Moderna
A partir del siglo XVII comenzó a establecerse una población estable como consecuencia de la puesta en cultivo de todo el campo de Nogalte gracias, entre otras cosas, a la compleja infraestructura hidráulica existente en la rambla para aprovechar la corriente de agua subsuperficial y las escorrentías superficiales. Se construyó la fuente de los Caños, que abastecía a la población, un lavadero y abrevadero, y una balsa para el almacenamiento de aguas que posteriormente eran utilizadas para el riego de tierras y para mover la maquinaria de cuatro molinos situados junto a la acequia de Los Molinos.
En el primer cuarto del siglo XVIII el casco urbano se consolida con la construcción de la iglesia de Nuestra Señora del Rosario tras el establecimiento del curato de Nogalte por el obispo D.Luis Belluga. La población creció en torno a la antigua alquería islámica en el cerro del Castellar. El casco urbano fue desarrollándose en torno a la iglesia y las laderas del cerro fueron horadadas por la construcción de numerosas cuevas.

### Independencia del municipio
La Constitución de 1812 establecía que las localidades de más de mil habitantes debían constituir un municipio independiente. Fue el primer acercamiento a la independencia de Puerto Lumbreras, pero no se llevó a cabo por la restauración de la monarquía absoluta con Fernando VII. Durante el siglo XIX hubo otros dos intentos de creación de un municipio: durante el trienio liberal (1820-1823) y en 1837 año en el que promulga una nueva constitución que retoma ciertos aspectos de la de 1812.
Durante la guerra civil española hubo otro intento de crear un ayuntamiento propio si bien no consiguió la definitiva emancipación del municipio lorquino hasta su quinto intento, el 7 de julio de 1958, fecha en la que se constituyó el primer ayuntamiento independiente. En ese momento Puerto Lumbreras contaba con unos 8000 habitantes.
El hecho más relevante de su reciente historia fue la inundación del 19 de octubre de 1973, que se llevó la vida de 85 lumbrerenses y provocó millonarias pérdidas económicas. Hoy en día, hay una céntrica calle que recuerda el hecho.
En la actualidad, Puerto Lumbreras está formado por las diputaciones de El Esparragal, El Cabezo y Puerto Adentro, siendo la pedanía de El Esparragal la más poblada tras el núcleo urbano.

## Demografía
Puerto Lumbreras cuenta con una población de 17 822 habitantes (INE 2024).
| Gráfica de evolución demográfica de Puerto Lumbreras entre 1960 y 2021 |
| |
| Población de derecho según los censos de población del INE Población de hecho según los censos de población del INEEn 1958 aparece este municipio porque se segrega del municipio Lorca |

### Transporte y comunicaciones

#### Por carretera
El término municipal está atravesado por la autovía del Mediterráneo A-7 entre los pK 646 y 662, además de por la antigua carretera N-340, por la autovía A-91, que sirve de conexión con la A-92N al entrar en Andalucía y que se dirige hacia Guadix y Granada y cuya alternativa convencional es la carretera N-342, por la carretera regional RM-D19 que se dirige hacia Águilas, y por otras carreteras secundarias que permiten la comunicación entre las pedanías.

#### Tren
Dispone de una estación de tren, con servicios de Renfe Cercanías, situada en la diputación de El Esparragal.

#### Autobús
Prestan servicio las siguientes líneas interurbanas:
| Línea     | Recorrido                | Operador |
| --------- | ------------------------ | -------- |
| MUR-026-3 | Lorca - Puerto Lumbreras | Interbus |
| MUR-026-5 | Lorca - María            | Interbus |

También dispone de conexiones a destinos nacionales:
| Línea   | Recorrido                             | Operador |
| ------- | ------------------------------------- | -------- |
| VAC-025 | Cartagena - Granada - Sevilla - Cádiz | ALSA     |
| VAC-229 | Murcia - Almería                      | ALSA     |

## Economía

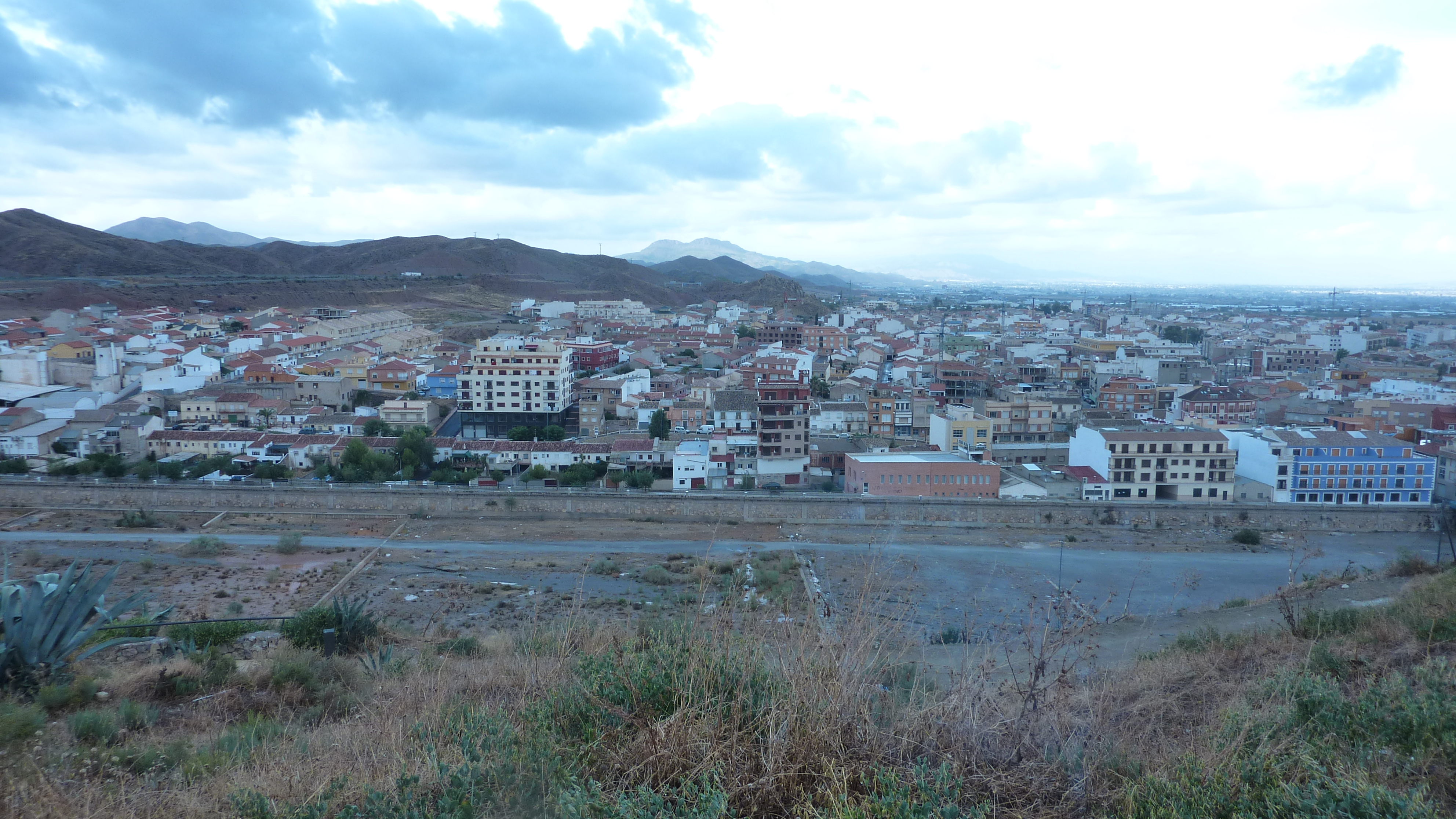
Cauce de la rambla de Nogalte

La agricultura cuenta con un gran potencial en el sector de los frutales y de las flores, siendo muy numerosos los invernaderos de claveles. Destacan también la cerámica y otras manifestaciones de artesanía popular, como los objetos de esparto. También es destacable el cultivo de cítricos y melocotón y las numerosas explotaciones ganaderas, especialmente caprinas y porcinas.
Situado en un nudo de comunicaciones, Puerto Lumbreras es conocido por su sector hostelero desde que los trazados de la N-340 y la N-342 se cruzaron en el municipio. Cuando estas carreteras se transformaron en la autovía del Mediterráneo y la A-91, el sector se resintió y, en los últimos tiempos, cerraron sus dos hoteles principales y se habló del posible cierre del Parador de Turismo debido a la construcción de otro en la vecina Lorca.

## Administración y política

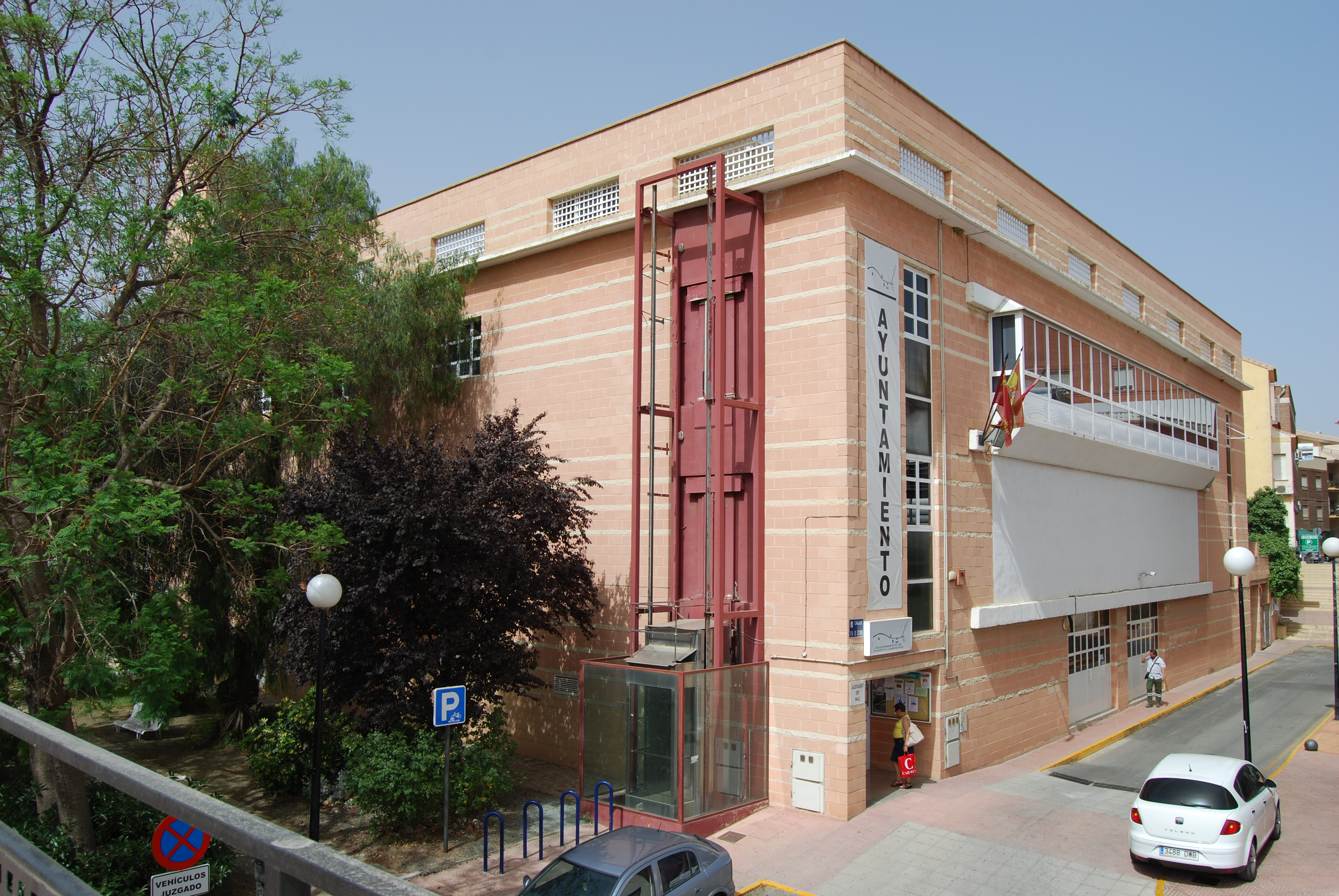
Ayuntamiento de Puerto Lumbreras

| Periodo   | Nombre                            | Partido | Partido                                               |
| --------- | --------------------------------- | ------- | ----------------------------------------------------- |
| 1979-1983 | Juan López García                 |         | Unión de Centro Democrático (UCD)                     |
| 1983-1999 | Emilio García García              |         | Partido Socialista de la Región de Murcia (PSRM-PSOE) |
| 1999-2003 | José Cerrillo Barnes              |         | Partido Socialista de la Región de Murcia (PSRM-PSOE) |
| 2003-2011 | Pedro Antonio Sánchez López       |         | Partido Popular (PP)                                  |
| 2011-2023 | María de los Ángeles Túnez García |         | Partido Popular (PP)                                  |

| Partido político                                      | 2023  | 2023  | 2023       | 2019  | 2019  | 2019       | 2015  | 2015  | 2015       | 2011  | 2011  | 2011       | 2007  | 2007  | 2007       |
| Partido político                                      | %     | Votos | Concejales | %     | Votos | Concejales | %     | Votos | Concejales | %     | Votos | Concejales | %     | Votos | Concejales |
| Partido Socialista de la Región de Murcia (PSRM-PSOE) | 42,37 | 3247  | 8          | 39,45 | 2973  | 7          | 20,94 | 1468  | 3          | 18,58 | 1395  | 3          | 22,89 | 1728  | 4          |
| Partido Popular (PP)                                  | 40,28 | 3087  | 8          | 39,98 | 3013  | 8          | 55,43 | 3887  | 10         | 67,73 | 5085  | 12         | 67,91 | 5126  | 12         |
| Vox                                                   | 8,57  | 657   | 1          | 5,62  | 424   | 1          | –     | –     | –          | –     | –     | –          | –     | –     | –          |
| Izquierda Unida (IU)                                  | 4,20  | 322   | 0          | 7,08  | 534   | 1          | 21,49 | 1507  | 4          | 12,28 | 922   | 2          | 8,04  | 607   | 1          |

## Patrimonio
El municipio de Puerto Lumbreras cuenta con un importante patrimonio histórico, artístico y etnográfico que en los últimos años se ha revalorizado con diferentes proyectos de restauración y puesta en valor como los llevados a cabo en el Castillo de Nogalte, Casas Cueva o Casa del Cura.
- iglesia parroquial de Nuestra Señora del Rosario. Situada en la calle principal de Puerto Lumbreras, junto a la rambla de Nogalte. Fue construida en el siglo XVIII tras el establecimiento del curato de Nogalte en 1724. Ha sufrido diferentes remodelaciones a lo largo de los siglos XIX y XX.
- Castillo de Nogalte. Fue construido en el siglo XII en el cerro del Castellar. El lugar fue elegido debido a su estratégica situación, ya que desde él se podían vigilar la Rambla de Nogalte y el Valle del Guadalentín, lo que permitía un efectivo control sobre las más importantes vías de comunicación de la zona.[3] Está catalogado como Bien de Interés Cultural.
- Casas cueva del cerro del Castellar. Constituyen las únicas casas-cueva visitables de la Región de Murcia. Se sitúan en el entorno del Castillo de Nogalte. Tienen su origen en el crecimiento demográfico que experimenta el pueblo tras la roturación del campo de Nogalte a partir del siglo XVIII. Recientemente, algunas de las cuevas han sido restauradas y tematizadas para dar a conocer la riqueza cultural del municipio.[17]
- Torre del Obispo. Situada en la pedanía de El Esparragal, es también conocida como la Torre de los Moros. Fue construida durante la primera mitad del siglo XIV con el fin de reforzar el control del Camino Real de Vera, que comunicaba Huércal Overa (Reino de Granada) con Lorca (Corona de Castilla). Está catalogada como Bien de Interés Cultural.
- Casa del cura. Vivienda solariega del siglo XVIII que cuenta con un edificio principal, un anexo, un aljibe y una amplia parcela de jardines y terrenos de huerta. Recientemente ha sido rehabilitado para su utilización como espacio público y turístico mediante espacios museográficos.
- Casa de los Duendes. Esta casa representa el prototipo de vivienda burguesa del siglo XIX en Puerto Lumbreras, además alberga una colección museográfica sobre Augusto Vels, considerado como el padre de la grafología en España.
- Ermita de la Purísima Concepción (El Esparragal): ermita construida en el siglo XIX localizada en la localidad del Esparragal.
- Casa-Museo de las Cofradías. La casa Museo de las Cofradías se sitúa en la calle Francisco Tirado, junto a la Casa de los Duendes. Inaugurada en el año 2012,1 se emplaza en un edificio con una superficie de casi 1200 metros cuadrados. Muestra algunos objetos típicos de la Semana Santa y es la sede de las tres cofradías que procesionan en Puerto Lumbreas.
- Fuente del Caño. Fuente pública que forma parte de un complejo sistema hidráulico que aprovecha la corriente regular de agua de curso subterráneo bajo la rambla de Nogalte. Daba salida al caudal de agua recogido por el sistema conocido como de Caño y Contracaño, alimentando también un lavadero y un abrevadero situados junto a la fuente. A lo largo de su historia ha estado en diferentes ubicaciones.[18]
- Muelles del puerto. Vanguardistas estructuras en los puentes que cruzan la Rambla de Nogalte.
- Ermita y Cortijo de Los Manchones

Asimísmo, el propio núcleo histórico del municipio emplazado en los alrededores del castillo de Nogalte constituye un claro ejemplo de pueblo blanco tan característico de los pueblos mediterráneos, con calles intrincadas y estrechas alrededor de la iglesia y además en dicha zona podemos admirar los lugares ya citados de la casa de los duendes, el museo de las cofradías de Semana Santa y el museo del folklore, todos en la calle Francisco Tirado.

## Cultura

### Fiestas y eventos

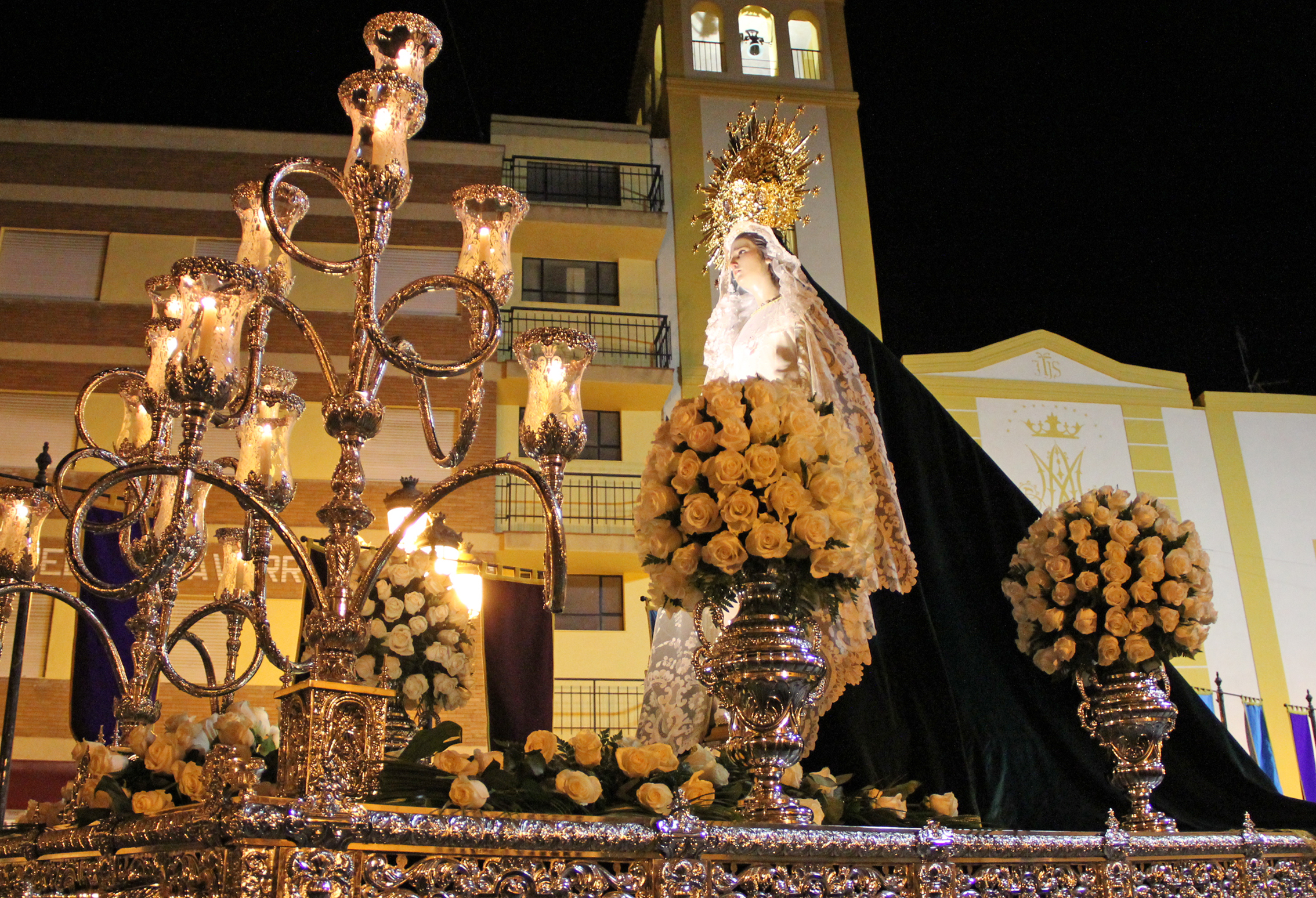
Procesión Ntro. Padre Jesús Nazareno del año 2012

- Certamen Explum de Arte actual y música; Inicio de la primavera
- Carnavales
- Baile de la Reina, se celebra la víspera del 11 de septiembre es la antesala a las fiestas patronales, y en una gala a la que acude el pueblo en multitud con sus mejores vestimentas se elige a la reina de las fiestas, es una noche de ensueño y distinción, una de las fiestas más arraigadas del municipio.
- Fiesta del Ganado. Tiene lugar del 3 al 5 de mayo y el 1 y 2 de diciembre.
- 7 de julio. En ellas se rememora la independencia del municipio de la ciudad de Lorca en el año 1958.
- Nogalte Cultural. Se celebra durante el mes de julio.
- Fiestas Patronales en honor a Nuestra Señora del Rosario. Se celebran durante la primera quincena de octubre. Destacan en ellas el desfile de carrozas en el que participan todos los años cerca de 30 peñas, aunque han llegado a participar más, la fería del mediodía o la ofrenda floral y posterior procesión de la patronal, la virgen del Rosario.
- Feria Nacional de Coleccionismo. Se celebra a finales del mes de abril o comienzos del mes de mayo. Es una feria donde se dan cita coleccionistas de todo el país bien trayendo material para venta, intercambiando piezas y objetos de sus respectivas colecciones o exponiendo sus colecciones para el disfrute de los visitantes.

#### Semana Santa
En la que participan 3 cofradías
- Cofradía Ntro. Padre Jesús Nazareno y María Santísima de la Esperanza, procesiona el Miércoles Santo, con su imagen titular y María Stma. de la Esperanza
- Antigua y Venerable Cofradía de la Virgen de los Dolores, procesiona el Viernes Santo en la procesión del dolor, con su imagen titular la Virgen de los Dolores, San Juan, Verónica y Santa faz y el Cristo Yacente. El Domingo de Resurrección procesiona con la imagen titular, San Juan evangelista y el Señor Resucitado. Esta Cofradía organiza en la noche del Viernes Santo el Encuentro de Saetas (La Saeta en el Dolor) por el que han desfilado grandes saeteros de toda España.
- Real y Muy Ilustre Cofradía del Stmo. Cristo de la fe y María Stma. de la Piedad, procesiona el Domingo de Ramos en la procesión del pueblo hebreo, el Jueves Santo en la procesión del silencio con su imagen titular el Cristo de la Fe, y María Stma. de la Piedad y la Cruz y el Santo Sudario.

### Gastronomía
El plato más típico de Puerto Lumbreras son las migas hechas en diversas modalidades: de harina de trigo, de miga de pan o de harina de maíz. Se acompañan con ajos tiernos, sardinas, uva o con productos de la matanza del cerdo.
Otros alimentos típicos son los productos de la huerta, los embutidos, entre los que destaca la morcilla, y la pierna de cordero al horno. En cuanto a la gastronomía navideña, hay productos como las tortas de Pascua, tortas de naranja, mazapanes, pavo con arroz, bilbaos y cordiales. Las confiterías del municipio también tienen fama en la comarca, en la realización de dulces con hojaldres, nata, merengue...

### Artesanía
Tenemos para visitar Casa Museo Romera, con una amplia gama de artesanía y Casa Taller del Artesano.
Los puestos de venta de artesanía son tradicionales tanto en esta localidad como en la región: Jarapas, Cerámica, Caña, Madera, Forja... Destacando objetos hechos artesanalmente de esparto y alfombras o esteras de Plaita.
También podemos añadir una reciente Asociación de Artesanos Locales trabajando madera, piedra, zapatería...

### La gestión del agua

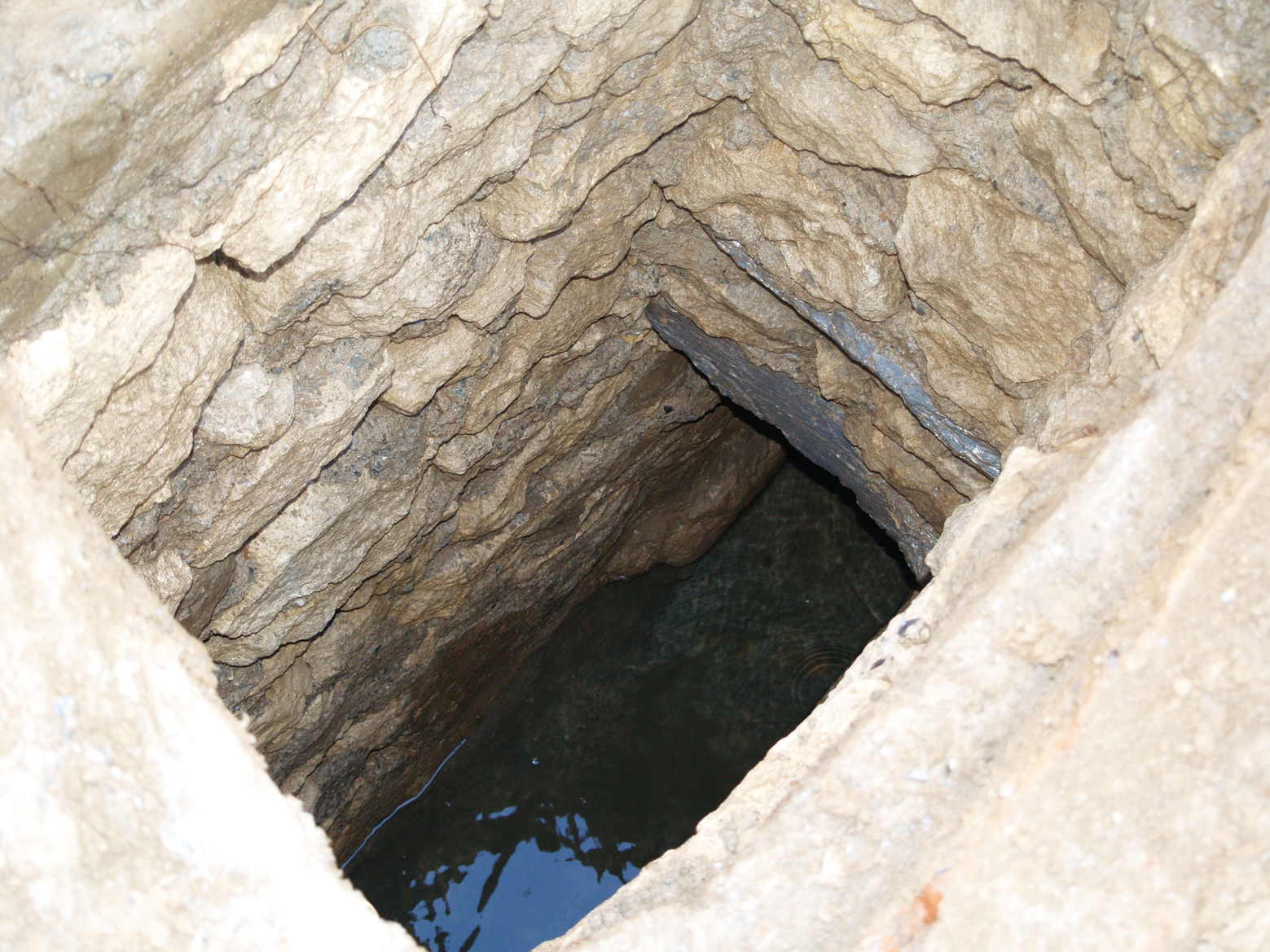
Lumbrera encuentro caño y contracaño

Desde tiempos inmemoriales, el agua y su aprovechamiento fue una cuestión de preocupación para los lumbrerenses. En ese sentido, desde hace varios cientos de años se data la existencia de galerías filtrantes para captar las aguas de escorrentía de la Rambla de Nogalte. Estas construcciones poseen aperturas verticales llamadas «lumbreras» para acceso y registro de túnel de captación de agua. De este término proviene el nombre de la ciudad.
Particular relevancia tiene el destacar la importancia histórica del Caño Viejo para el municipio, lo que se refleja en sus constantes obras de adecuación a lo largo de la historia desde tiempos de los árabes. Ya en los siglos XVIII y XIX se adoptaron medidas para la mejora del mismo, pero desde un punto de vista reciente cabe destacar la labor de dos presidentes de la Comunidad de Propietarios de las Aguas del Caño y Balsa de Lumbreras, Pedro García Sánchez y Pedro Guirao Piernas, que durante sus años al frente de la Comunidad iniciaron y concluyeron un proyecto para mondar y limpiar todo el conducto del caño y contracaño, dejándolo listo para el mejor aprovechamiento y recogida de las aguas de escorrentía de dicha rambla, así como la limpieza de la Balsa y reconstrucción de la sede de dicha Sociedad.

## Ciudades hermanadas
- Astudillo: A raíz de que Puerto Lumbreras fuera a participar a El Grand Prix del verano, de TVE, la villa palentina de Astudillo se hermanó con Puerto Lumbreras. En la actualidad existe una calle en Astudillo con el nombre de calle Puerto Lumbreras mientras que en Puerto Lumbreras está la avenida del Astudillo; aunque en realidad es parte del tramo de la avenida de la Región Murciana (discurre desde el inicio hasta el fin de la ciudad).